# スルフェン酸

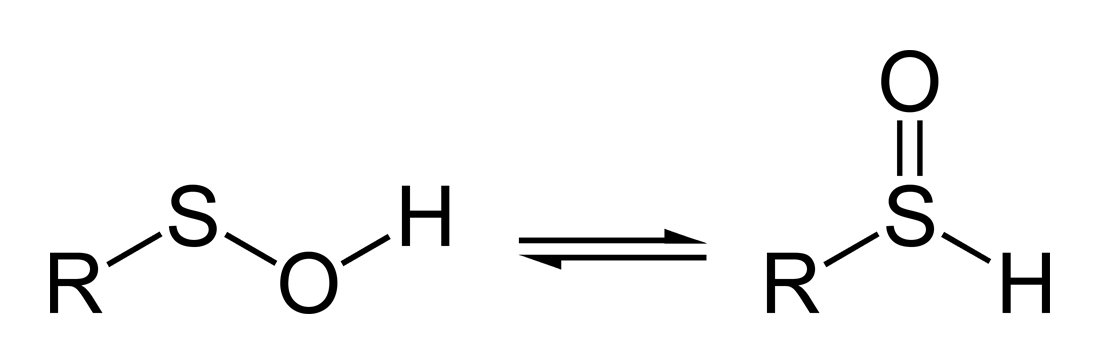
スルフェン酸の互変異性。左が優勢である。

スルフェン酸（スルフェンさん、Sulfenic acid）は、一般式 RSOH （R≠H）の有機硫黄化合物及びオキソ酸である。通常スルフェン酸は不安定な物質である。スルフェン酸の例に、ベンゼンスルフェン酸（PhSOH）がある。
スルフェニルはスルフェン酸から派生した語であり、RS 基（R ≠ H）を意味する。例えば、メタンスルフェニルクロリド（methanesulfenyl chloride）は CH3SClを指す。